# Paraktedrilus bakeri
Paraktedrilus bakeri är en ringmaskart som först beskrevs av Kossmagk-Stephan och Erséus 1985.  I den svenska databasen Dyntaxa används istället namnet Paractedrilus bakeri. Enligt Catalogue of Life ingår Paraktedrilus bakeri i släktet Paraktedrilus och familjen glattmaskar, men enligt Dyntaxa är tillhörigheten istället släktet Paractedrilus och familjen glattmaskar. Arten är reproducerande i Sverige. Inga underarter finns listade i Catalogue of Life.